# Sodiam Sports Bangui
Sodiam Sports Bangui ist ein Fußballverein in Bangui (Zentralafrikanische Republik).

## Geschichte
Die größten Erfolge erzielte der Verein 1977 und 1979. In diesen beiden Jahren gelang es ihnen, den nationalen Pokal zu gewinnen. Während sie 1978 auf die Teilnahme am afrikanischen Wettbewerb nach der Auslosung verzichteten, nahmen sie 1980 teil. Sie verloren beide Spiele und schieden in der 1. Runde aus.

## Erfolge
- Central African Republic Cup (2): 1977, 1979

## Statistik in den CAF-Wettbewerben
| Saison | Wettbewerb      | Runde    | Land   | Verein              | Heim | Auswärts |
| ------ | --------------- | -------- | ------ | ------------------- | ---- | -------- |
| 1978   | CAF Cup Winners | Vorrunde | Libyen | Al-Medina Tripoli   | *    |          |
| 1980   | CAF Cup Winners | 1. Runde | Ghana  | Eleven Wise Sekondi | 0:1  | 0:3      |

| Teilnahmen | Spiele | Sieg | Remis | Verl. | Tore | Punkte |
| 1          | 2      | 0    | 0     | 2     | 0:4  | 0      |
| ---------- | ------ | ---- | ----- | ----- | ---- | ------ |

- 1978: Sodiam Sports verzichtete nach der Auslosung auf die Teilnahme.